# Virtua Fighter
Virtua Fighter — перша відеогра у серії файтингів «Virtua Fighter». Являє собою аркадний файтинг ринговим типу, спочатку розроблений компанією Сеґа для ігрових автоматів у 1993 році.
Є можливість не вибивати з ворога всю смужку життя, а просто відтіснити його до краю поля бою і особливо сильним ударом вибити за його межі, тим самим здобувши перемогу в раунді (Ring Out).
Присутня можливість «добивання» лежачого противника, як екстра можливість, тим не менш не є звичним «fatality», а лише одним із прийомів, доступних кожному гравцеві (такий же прийом можна було бачити в грі Soul Blade для приставки PlayStation).

## Персонажі
- Akira Yuki — Дата народження: 23 вересня, 1968 — вчитель кун-фу з Японії, виступає у стилі Hakkyoku-Ken (Bajiquan)
- Pai Chan — Дата народження: 17 травня, 1975 — гонконгська кінозірка з фільмів, присвячених бойовим мистецтвам, б'ється в стилі енсей-кен (міцзунцюань)
- Lau Chan, Батько Pai — Дата народження: 2 жовтня, 1940 — китайський кухар, б'ється в стилі Koen-Ken (Tiger-Swallow Fist)
- Wolf Hawkfield — Дата народження: 8 лютого, 1966 — професійний реслер з Канади, виступає у стилі реслінг
- Jeffry McWild — Дата народження: 20 лютого, 1957 — рибалка з Австралії, б'ється в стилі Pancratium
- Kage-Maru («Kage») Hagakure — Дата народження: 6 червня, 1971 — Японський Ніндзя, стражается за допомогою мистецтва ніндзюцу
- Sarah Bryant — Дата народження: 4 липня, 1973 — Студентка з Сан-Франциско, штат Каліфорнія (CA), виступає у стилі джіткундо (Компанія Sega згодом змінила її стиль бою на "Martial Arts" в Virtua Fighter 4 Evolution)
- Jacky Bryant, старший брат Sarah — Дата народження: 28 серпня, 1970 — Професійний indycar гонщик з Сан-Франциско, виступає у стилі Jeet Kune Do
- Dural, істота, створене за допомогою генної інженерії. Dural є boss character (Головний Бос гри). За деякими даними, вона є матір'ю Kage. Dural бореться, використовуючи змішаний стиль, і володіє всіма прийомами інших бійців. Так само, вона є секретним (закритим) персонажем у серії.